# Ogașul Slătinic
Ogașul Slătinic este o arie protejată de interes național ce corespunde categoriei a IV-a IUCN (rezervație naturală de tip botanic), situată în județul Caraș-Severin, pe teritoriul administrativ al comunei Bozovici.

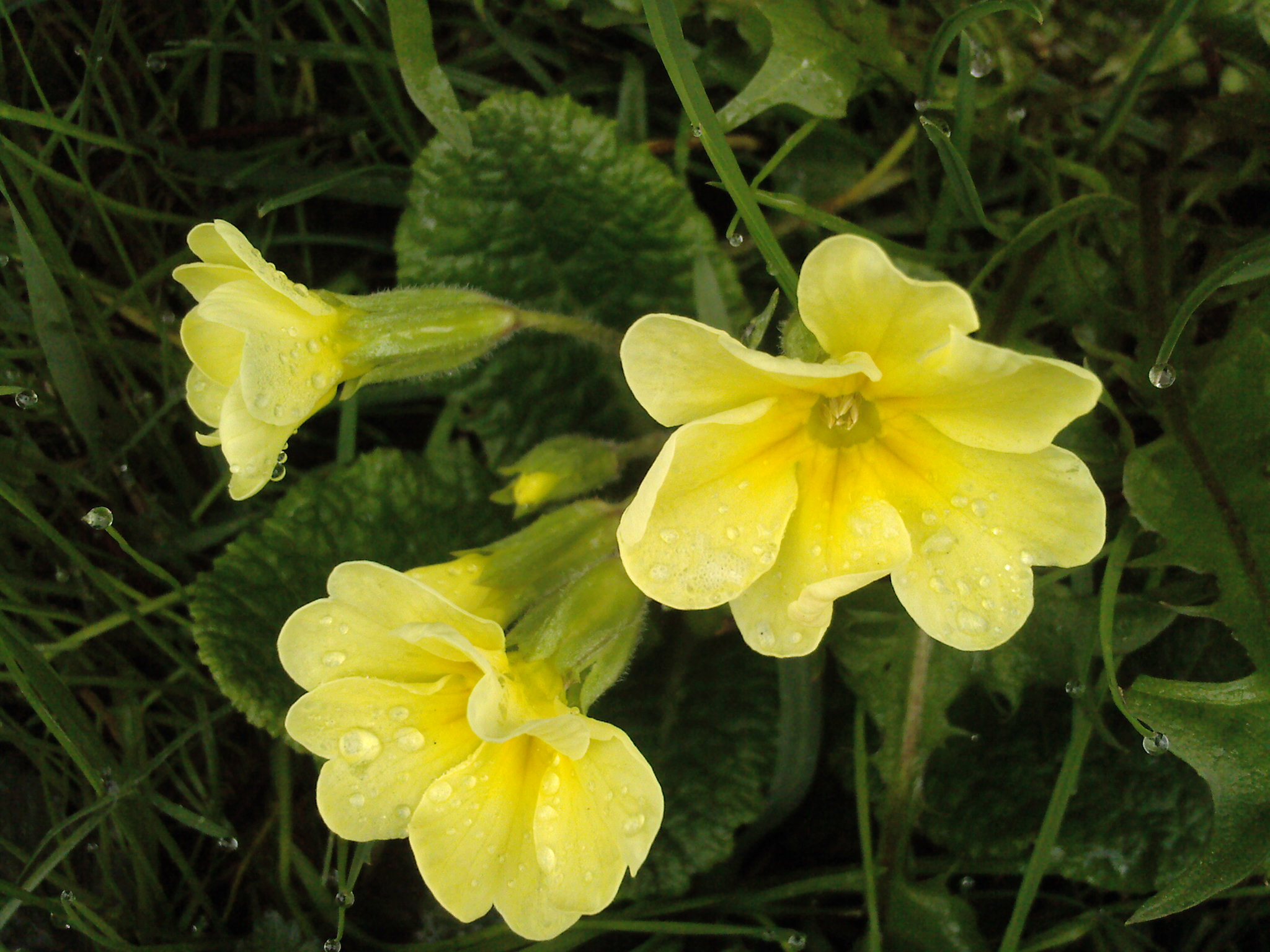
Griciorei (Primula vulgaris)

## Descriere
Rezervația naturală declarată prin Legea Nr.5 din 6 martie 2000(privind aprobarea Planului de amenajare a teritoriului național - Secțiunea a III-a - zone protejate), are o suprafață de 1 ha, și reprezintă o arie naturală pe a cărei teritoriu vegetează specia floristică Primula vulgaris, cunoscută sub denumirea populară de „griciorei”.

## Căi de acces
- Din satul Bozovici se merge pe cursul văii Slătinic (în amonte) și se ajunge în rezervație.